# Shadaoguan (köpinghuvudort i Kina, Hubei Sheng, lat 30,17, long 111,92)
Shadaoguan är en köpinghuvudort i Kina. Den ligger i provinsen Hubei, i den centrala delen av landet, omkring 230 kilometer väster om provinshuvudstaden Wuhan. Antalet invånare är 32 750. Befolkningen består av 16 405 kvinnor och 16 345 män. Barn under 15 år utgör 10,0 %, vuxna 15-64 år 78 %, och äldre över 65 år 10,0 %.
Runt Shadaoguan är det tätbefolkat, med 442 invånare per kvadratkilometer. Närmaste större samhälle är Songzi, 14,4 km väster om Shadaoguan. Trakten runt Shadaoguan består till största delen av jordbruksmark.
Genomsnittlig årsnederbörd är 1 313 millimeter. Den regnigaste månaden är maj, med i genomsnitt 197 mm nederbörd, och den torraste är december, med 17 mm nederbörd.